# Dom nad rozlewiskiem (serial telewizyjny)
Dom nad rozlewiskiem – polski serial telewizyjny w reżyserii Adka Drabińskiego, emitowany od 4 października do 27 grudnia 2009 w TVP1. Jest ekranizacją książki Małgorzaty Kalicińskiej. Jego kontynuacje to seriale: Miłość nad rozlewiskiem, Życie nad rozlewiskiem, Nad rozlewiskiem, Cisza nad rozlewiskiem i Pensjonat nad rozlewiskiem.
Plenery: Tuławki, Warszawa.

## Obsada
- Joanna Brodzik – Małgorzata Jantar, początkowo pracuje w agencji reklamowej, odnajduje spokój na Mazurach u swej matki, podejmuje odważną decyzję założenia pensjonatu nad rozlewiskiem
- Małgorzata Braunek – Barbara Jabłonowska, matka Małgorzaty, ewangeliczka, po latach przyznaje się, że nie podołała matczynym obowiązkom i musiała zrzec się córki
- Olga Frycz – Marysia Jantar, córka Małgorzaty, która chce zostać wokalistką
- Piotr Grabowski – Konrad Jantar, mąż Małgorzaty, ma romans z Adą i początkowo boi się do tego przyznać żonie, w rezultacie jednak godzi się na rozwód
- Agnieszka Mandat – Kaśka, przybrana siostra Barbary, osoba niepełnosprawna intelektualnie
- Zofia Kucówna – Zofia Jantar, teściowa Małgorzaty i matka Konrada
- Jerzy Schejbal – Tomasz, leśniczy zakochany w Barbarze, nakłania ją, by zamieszkała z nim w leśniczówce
- Joanna Drozda – Elwira, właścicielka miejscowego sklepu, później salonu piękności, darzy przyjaźnią Małgosię, ma córkę, wiąże się z dostawcą Andrzejem
- Julia Czupryńska – Dominika, córka Elwiry
- Bartłomiej Kasprzykowski – Janusz Lisowski, miejscowy dentysta, zakochany w Małgosi, miewa problemy z alkoholem
- Ewa Bakalarska – Ada Dobrowolska, koleżanka Konrada z pracy i zarazem jego kochanka
- Antoni Królikowski – Kuba, narzeczony Marysi
- Anna Czartoryska – Paula, przyjaciółka Marysi
- Krystian Wieczorek – Sławek Maj, stolarz, pracujący przy pensjonacie
- Rafał Rutkowski – Wiktor, przyjaciel Małgorzaty z pracy
- Irena Telesz-Burczyk – Róża, matka proboszcza
- Joanna Fertacz – Anna Wrońska, pochodząca z ubogiej i patologicznej rodziny matka, która przeżywa osobistą tragedię gdy jej córka zostaje zamordowana w lesie
- Maciej Wierzbicki – Maciej Skwara, nowy organista z kryminalną przeszłością, przyjaciel Karola
- Marek Kałużyński – Karol, proboszcz miejscowej parafii, syn Róży
- Wojciech Droszczyński(inne języki) – Henryk Piernacki, wdowiec, powozi dorożkę konną
- Paweł Deląg – dyrektor agencji, szef Małgorzaty
- Alicja Węgorzewska-Whiskerd – Joanna Berg, żona Wiktora
- Grzegorz Mielczarek – Zygmunt Kalinowski, nowy specjalista w agencji Małgorzaty
- Justyna Grzybek – Majka, pracownik w agencji Małgorzaty
- Robert Wrzosek – Andrzej Parchuć, kierowca zakochany w Elwirze
- Katarzyna Zielińska – dr Lisowska, była żona Janusza, opowiada Małgorzacie historię swego małżeństwa z alkoholikiem
- Piotr Dąbrowski – Lisowski, ojciec Janusza
- Mariusz Czajka – Wroński, ojciec Karolinki, pijak, jego kompan z libacji zabija jego córkę
- Iga Banasiak – Karolinka, dziewczynka z patologicznej rodziny, przyjaciółka Małgorzaty, zamordowana w lesie
- Marian Czarkowski – Stefan Karolak, mąż Czesi
- Hanna Wolicka – Czesia Karolak, żona Stefana
- Ewa Bukowska – matka Pauli
- Bartosz Porczyk – Grzegorz, pierwszy kochanek Małgorzaty
- Magdalena Komornicka – Zyta, przyjaciółka Małgorzaty, pomaga jej po traumatycznych przeżyciach
- Zofia Saretok i Tomira Kowalik – Anna i Zuzanna, dwie kobiety w starszym wieku, mieszkają razem i nie ukrywają swej zażyłości
- Marek Serafin – szef salonu samochodowego

## Odcinki
| Nr odcinka | Data premiery (TVP1) | Oglądalność |
| ---------- | -------------------- | ----------- |
| 1          | 4 października 2009  | 5 082 153   |
| 2          | 11 października 2009 | 4 109 256   |
| 3          | 18 października 2009 | 4 308 113   |
| 4          | 25 października 2009 | 4 054 098   |
| 5          | 1 listopada 2009     | 4 414 377   |
| 6          | 8 listopada 2009     | 4 096 216   |
| 7          | 15 listopada 2009    | 4 103 927   |
| 8          | 22 listopada 2009    | 4 671 056   |
| 9          | 29 listopada 2009    | 4 472 127   |
| 10         | 6 grudnia 2009       | 5 441 498   |
| 11         | 13 grudnia 2009      | 5 774 770   |
| 12         | 20 grudnia 2009      | 5 275 110   |
| 13         | 27 grudnia 2009      | 5 135 865   |